# 費雷雷斯水道橋

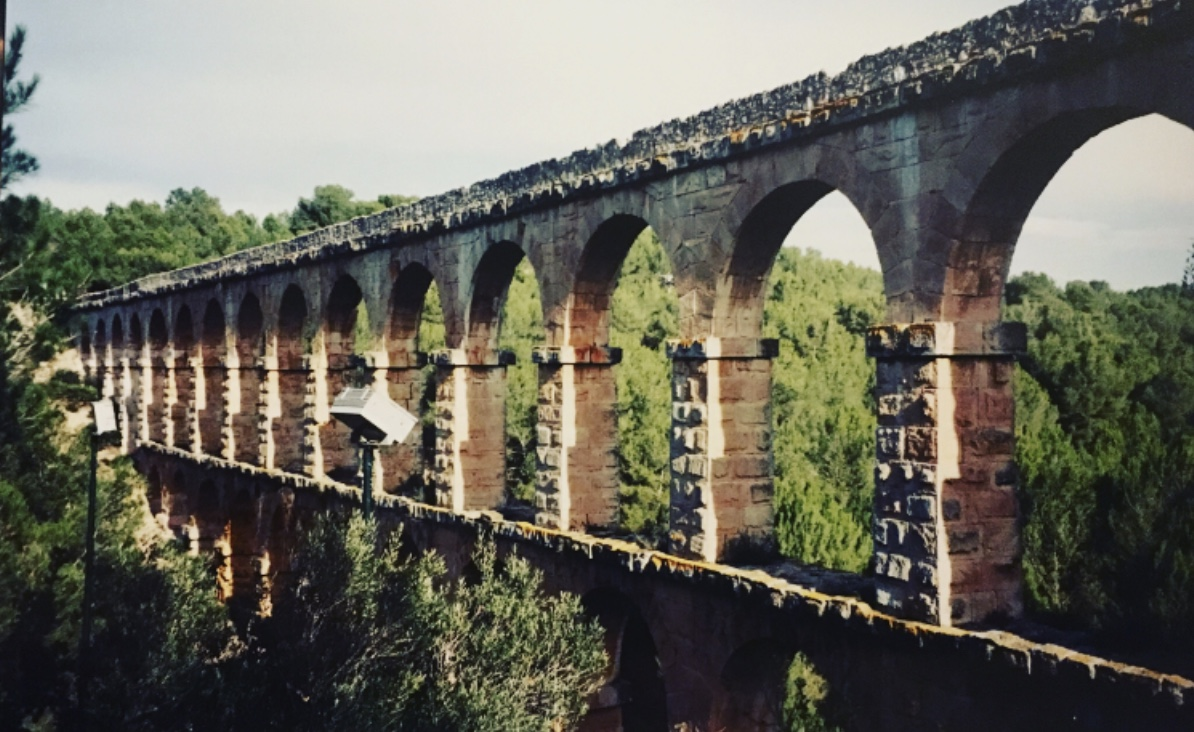

費雷雷斯水道橋，又稱魔鬼橋（Pont del Diable），是一座位於西班牙加泰隆尼亞塔拉哥納附近的古羅馬水道橋。這座橋樑曾是塔拉哥納的供水系統，被列入世界文化遺產。